# عمارت حاج جلال لشکر
عمارت حاج جلال لشکر مربوط به دوره قاجار است و در خمین، بلوار شهید منتظری، کوچه حکمت، مجاورت عمارت سالار محتشم واقع شده و این اثر در تاریخ ۱۳ خرداد ۱۳۸۶ با شمارهٔ ثبت ۱۹۲۰۲ به‌عنوان یکی از آثار ملی ایران به ثبت رسیده است.